# Dwergspookdier
Het dwergspookdier (Tarsius pumilus) is een zoogdier uit de familie van de spookdiertjes (Tarsiidae). De wetenschappelijke naam van de soort werd voor het eerst geldig gepubliceerd door Miller & Hollister in 1921.

## Voorkomen
De soort komt voor in Indonesië, op het eiland Sulawesi.